# البه (نیدرزاکسن)
البه (نیدرزاکسن) (به آلمانی: Elbe) یک شهر در آلمان است که در Wolfenbüttel واقع شده‌است. البه ۱٬۷۷۴ نفر جمعیت دارد.